# Рациборовиці-Гурні
Рациборовиці-Гурні (пол. Raciborowice Górne, нім. Ober Groß Hartmannsdorf) — село в Польщі, у гміні Варта-Болеславецька Болеславецького повіту Нижньосілезького воєводства.
Населення — 1397 осіб (2011).
У 1975-1998 роках село належало до Легницького воєводства.

## Демографія
Демографічна структура станом на 31 березня 2011 року:
|          | Загалом | Допрацездатний вік | Працездатний вік | Постпрацездатний вік |
| -------- | ------- | ------------------ | ---------------- | -------------------- |
| Чоловіки | 677     | 120                | 502              | 55                   |
| Жінки    | 720     | 117                | 463              | 140                  |
| Разом    | 1397    | 237                | 965              | 195                  |